# Kimberley Smit
Kimberley Smit (Wassenaar, 3 september 1999) is een voetbalspeelster uit Nederland. Ze speelt als verdediger voor Glasgow City LFC in de Schotse Premier League.

## Clubcarrière
Kimberley Smit begon met voetballen bij RKSV Blauw-Zwart in Wassenaar. Smit zat twee seizoenen in de jeugdopleiding van ADO Den Haag voordat ze ging studeren en voetballen in de Verenigde Staten bij de Memphis Tigers aan de universiteit van Memphis.
In januari 2023 keerde Smit bij RSC Anderlecht terug in Europa.
Na een halfjaar in België tekende Smit op 6 juni 2023 een contract bij Excelsior Rotterdam. Smit debuteerde voor Excelsior op 8 september 2022 in een uitwedstrijd bij AZ.
In de zomer van 2024 maakte Smit de overstap naar het Schotse Glasgow City LFC.

## Statistieken
| Seizoen | Club                | Land      | Competitie     | Wedstrijden | Doelpunten |
| ------- | ------------------- | --------- | -------------- | ----------- | ---------- |
| 2017/18 | ADO Den Haag        | Nederland | Eredivisie     | 1           | 0          |
| 2022/23 | RSC Anderlecht      | Nederland | Eredivisie     | ?           | ?          |
| 2023/24 | Excelsior Rotterdam | Nederland | Eredivisie     | 22          | 2          |
| 2024/25 | Glasgow City LFC    | Schotland | Premier League | 0           | 0          |
| Totaal  | Totaal              | Totaal    | Totaal         | 23          | 2          |

Laatste update: 11 juli 2024